# صعوه ابروسفید
صعوه ابروسفید (نام علمی: Prunella ocularis) نام یک گونه از راسته گنجشک‌سانان است.
این پرنده ۱۸ سانتی‌متر طول و ۴۰ گرم وزن دارد و صدایی شبیه صعوه جنگلی اما ضعیف‌تر، با نت‌های کمتر و لرزان دارد و در ماههای خرداد تا تیر ۵-۳ تخم می‌گذارد، و بین ۱۵-۱۳ روز روی تخم می‌خوابد، دوران بلوغ جوجه‌اش ۱۶ روز به طول می‌انجامد.